# Jebramki (Cisy)
Jebramki (niem. Jebramken) – część wsi Cisy w Polsce położona w województwie warmińsko-mazurskim, w powiecie ełckim, w gminie Prostki.
W latach 1975–1998 miejscowość administracyjnie należała do województwa suwalskiego.